# Yael Dowker
Yael Naim Dowker (1919 - enero de 2016) fue una matemática israelí-inglesa, prominente especialmente debido a su trabajo en los campos de teoría de la medida, teoría ergódica y dinámica topológica.[cita requerida]

## Biografía
Yael Naim (más tarde Dowker) nació en Tel Aviv. Se fue a los Estados Unidos para estudiar en la Universidad Johns Hopkins en Baltimore, Maryland. En 1941, como estudiante graduada, conoció a Clifford Hugh Dowker, un topólogo canadiense que trabajaba allí como instructor. La pareja se casó en 1944. De 1943 a 1946 trabajaron juntos en el Laboratorio de Radiación en el Instituto de Tecnología de Massachusetts. Clifford también trabajó como asesor civil de la Fuerza Aérea de los Estados Unidos durante la Segunda Guerra Mundial.
Dowker hizo su doctorado en Radcliffe College (en Cambridge, Massachusetts) bajo Witold Hurewicz (un matemático polaco conocido por el teorema de Hurewicz). Publicó su tesis Invariant measure y the ergodic theorems en 1947 y recibió su doctorado en 1948. En el período comprendido entre 1948 y 1949, realizó un trabajo de postdoctorado en el Institute for Advanced Study, ubicado en Princeton, Nueva Jersey. Unos años después de la guerra, el macartismo se convirtió en un fenómeno común en el mundo académico, con varios de los amigos de la pareja Dowker en la comunidad matemática hostigados y uno arrestado. En 1950, emigraron al Reino Unido.
En 1951, Dowker se desempeñó como profesora en la Universidad de Mánchester, y más tarde se desempeñó como profesor en el Imperial College de Londres. Mientras estuvo allí, entre los estudiantes que ella asesoró, estuvo Bill Parry, quien publicó su tesis en 1960. También cooperó en algunos de sus trabajos con el matemático húngaro Paul Erdős (número uno de Erdős). Con su esposo, ella ayudó a educar a más de treinta "niños superdotados"..

## Trabajos
- Invariant measure and the ergodic theorems, Matemática de Duque. J. 14 (1947), 1051–1061
- Finite and  {\displaystyle \sigma }-finite measuresy, Anales de Matemáticas, 54 (1951), 595–608
- The mean and transitive points of homeomorphisms, Anales de Matemáticas, 58 (1953), 123–133
- On limit sets in dynamical systems, Proc. Matemática de Londres. Soc. 4 (1954), 168–176 (con Friedlander, F. G.)
- On minimal sets in dynamical systems, Quart. J. Matemática. Oxford Ser. (2) 7 (1956), 5–16
- Some examples in ergodic theory, Proc. Matemática de Londres. Soc. 9 (1959), 227–241 (con Erdős, Paul)